# Pete Holmes
Peter Benedict «Pete» Holmes (Lexington, Massachusetts, 30 de marzo de 1979) es un comediante, actor, escritor, productor, podcaster, presentador televisivo y dibujante estadounidense.

## Juventud
Holmes nació en Lexington, Massachusetts. Asistió al Instituto Lengniston y a la Universidad de Gordon en Wenham, Massachusetts. En la universidad, se especializó en Inglés y Comunicaciones, y participó en una compañía de comedia de improvisación, The Sweaty-Toothed Madmen. Holmes se casó a los 22 años y a la misma edad comenzó a realizar comedia de stand-up. Más tarde se divorció, a los 28 años. Vivió en Sleepy Hollow, Nueva York, y también en Chicago, antes de mudarse a Los Ángeles.

## Carrera
Holmes ha aparecido en el programa del canal Comedy Central Premium Blend, como panelista regular en Best Week Ever y en All Access, del canal VH1. Sus historietas han aparecido en la revista The New Yorker. En 2010, actuó en John Oliver's New York Stand Up Show así como en Lane Night with Jimmy Fallon. El 26 de febrero de 2010 hizo su primer especial televisivo en el programa Comedy Central Presents. El 21 de marzo de 2011 y el 17 de noviembre del mismo año, apareció en el programa de charlas de la señal TBS Conan, conducido por Conan O'Brien.
Holmes ha proporcionado las voces para varios personajes de la caricatura de Comedy Central Ugly Americans. Fue la voz de un bebé en varios anuncios televisivos de E-Trade y también fue acreditado como escritor de los mismos anuncios.
Holmes lanzó su primer álbum de comedia, Impregnated With Wonder, en iTunes el 15 de noviembre de 2011. Éste fue nombrado uno de los mejores álbumes de comedia del año por el sitio especializado The A.V. Club. En 2013 lanzó su segundo álbum, Nice Try, The Devil, el cual también fue nombrado como uno de los mejores álbumes de comedia de 2013 por The Onion y The A.V. Club.
Holmes es conocido también por su retrato cómico de Batman en la serie web de CollegeHumor Badman. La serie recrea escenas de las películas de Batman de Christopher Nolan con un giro humorístico, como Batman apareciendo completamente incompetente u obsesionado con el sexo.
También manejó un semi popular canal de YouTube que estuvo centrado en sketches con el comediante Matthew McCarthy, los cuales todavía pueden ser encontrados en frontpagefilms.
Holmes creó y protagoniza la serie de HBO Crashing. El episodio piloto fue escrito por Holmes y dirigido por Judd Apatow.

### You Made It Weird, with Pete Holmes
Holmes alberga un pódcast distribuido a través de la red Nerdist titulado  You Made It Weird. En el programa han aparecido como invitados artistas como Judd Apatow, Aziz Ansari, Dana Carvey, John Mulaney, Deepak Chopra, Demetri Martin, Hanibal Buress, T. J. Miller, Bill Nye, Natasha Leggero, Dave Coulier, Iliza Shlesinger, Sarah Silverman, Adam Carolla, Bill Burr, Kumail Nanjiani, Chelsea Peretti, Jim Gaffigan, Marc Maron, Paul F. Tompkins, Mike Birbiglia, Bo Burnham, Rob Bell, Doug Benson, Chris Hardwick, Mate Mira, Jenny Slate, Jimmy Pardo y Jonah Ray, entre otros. Los temas típicamente tratados en cada episodio tienen que ver con las opiniones de los invitados sobre la comedia, sexualidad y religión.

### The Pete Holmes Show
El 21 y 23 de agosto de 2012, Holmes grabó tres episodios para el piloto de un show de charlas para TBS, producido por Conan O'Brien, titulado The Midnight Show with Pete Holmes. Entre los invitados de Holmes en los pilotos fuera del aire están Nick Offerman, Joel McHale, T. J. Miller y Bill Burr. El 26 de febrero de 2013, TBS tomó el espectáculo y empezó a ponerlo al aire. Exhibía, según la publicidad del show, "el increíble set de habilidades de los comediantes, combinando sketches, cortos, comedia en vivo, piezas de producción propia y entrevistas a invitados en el estudio". Como el 10 de julio, el nombre del programa era El Pete Holmes Espectáculo. La serie se estrenó el 28 de octubre, justo después de Conan.
El espectáculo fue tomado para una segunda temporada por TBS. El 9 de diciembre de 2013, el comediante Gabe Liedman realizó su primera rutina de stand-up. El 23 de mayo de 2014, TBS canceló el espectáculo de charla después de dos temporadas. El show dejó de transmitirse el 19 de junio de 2014.

## Vida personal
Holmes ha mencionado en su podcast que practica el veganismo, y que está muy interesado en la meditación, así como en libros de autoayuda y talleres. Ha estado en una relación con Valerie Chaney desde diciembre de 2012.

## Discografía
- Impregnated with Wonder (2011)
- Good Try, The Devil (2013)
- The Extended Play - E.P. de T. J. Miller (presentado en "Battle of the Century, Part II")

## Filmografía

### Televisión
| Año     | Título                                                      | Rol                                        | Notas                                                                |
| ------- | ----------------------------------------------------------- | ------------------------------------------ | -------------------------------------------------------------------- |
| 2005    | Prima Blend                                                 | Él                                         | Episodio: "8.6"                                                      |
| 2007    | Scott Batman Presenta Scott Batman Presenta                 | El robot Nuevo de la tierra Overlord (voz) | Episodio: "Uno"                                                      |
| 2010    | Comedia Presentes Centrales                                 | Él                                         | Posición-arriba de Especial                                          |
| 2010-11 | Outsourced                                                  |                                            | Escritor                                                             |
| 2010-13 | La posición de Nueva York de John Oliver-Arriba Espectáculo | Él                                         | 3 episodios                                                          |
| 2010-12 | Americanos feos                                             | Toby (voz)                                 | 20 episodios                                                         |
| 2011-12 | Odio Mi Hija Adolescente                                    |                                            | Escritor                                                             |
| 2013    | Maron                                                       | Él                                         | Episodio: "el papá de Marc"                                          |
| 2013    | Pete Holmes: Niza Prueba, el Diablo!                        | Él                                         | Posición-arriba de Especial                                          |
| 2013    | Papá americano!                                             | Toby (voz), Davis Mate Millonario (voz)    | Episodio: "Perdido en Espacial" "La Relación de Distancia más Larga" |
| 2013-14 | El Pete Holmes Espectáculo                                  | Él (anfitrión)                             | También creador, escritor, y productor ejecutivo                     |
| 2014    | Mulaney                                                     | Trey                                       | Episodio: "En el Nombre de la Madre, y el Hijo, y el Andre Santo"    |
| 2016    | Animales.                                                   | Patrick (voz)                              | Episodio: "Ratas."                                                   |
| 2017    | Crashing                                                    | Pete                                       | Creador de la serie y protagonista                                   |